# Tolomeo II
(Teocrito, Encomio di Tolomeo, vv. 135-137)
Tolomeo Filadelfo (in greco antico: Πτολεμαῖος Φιλάδελφος?, Ptolemâios Philàdelphos; in egizio: ptwlmys, ptolemys; Coo, 308 a.C. – gennaio 246 a.C.), chiamato nella storiografia moderna Tolomeo II, è stato un faraone egizio appartenente al periodo tolemaico, secondo sovrano della dinastia, co-reggente dal 285 a.C. e unico monarca dal 282 a.C. alla sua morte.
Dopo essere succeduto al padre sul trono d'Egitto e aver sposato la sorella Arsinoe II, Tolomeo fu parte attiva in molte guerre, cercando di espandere il suo dominio in Anatolia, Siria, Cirenaica e Grecia: combatté la prima guerra siriaca (274-271 a.C.), la guerra cremonidea (268-261 a.C.) e la seconda guerra siriaca (260-253 a.C.), oltre che altri scontri minori, riuscendo a conquistare territori in Anatolia e a ottenere varie alleanze con le città-stato e le leghe greche, opponendosi all'impero seleucide e al regno di Macedonia. Negli ultimi anni cercò di riappacificarsi con il fratellastro Magas, re di Cirene, e di risollevare l'economia e la movimentazione culturale del suo regno, dopo lunghi periodi bellici.
Durante il suo regno furono promosse varie riforme volte al miglioramento dell'economia, cercando di dare più potere all'autorità statale togliendolo ai centri religiosi. Inoltre sotto Tolomeo II Alessandria diventò un grande centro dell'epoca ellenistica, grazie alla istituzione dei giochi tolemaici e alla forte spinta culturale data dalla Biblioteca e dal Museo.

## Biografia

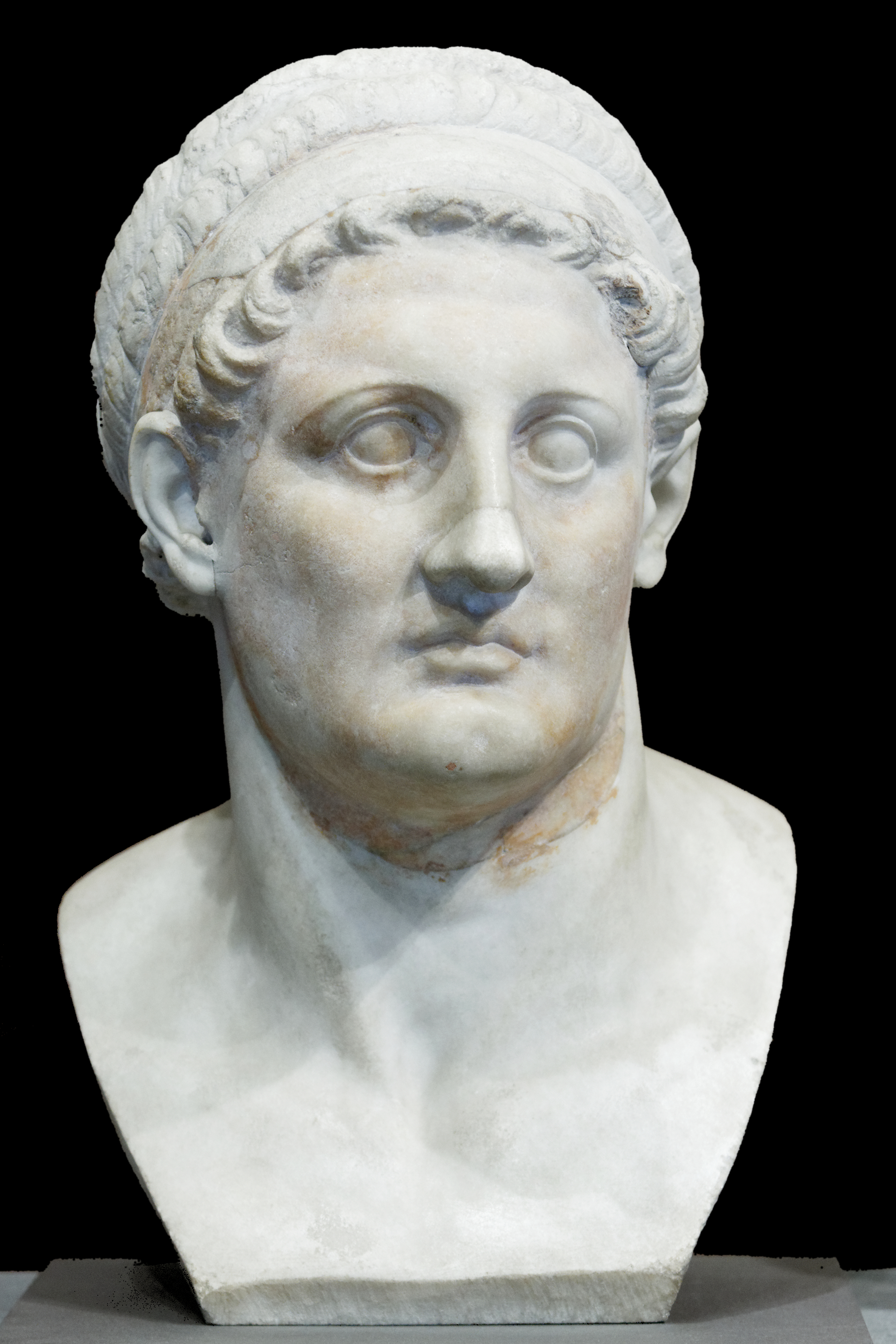
Busto ellenistico di Tolomeo I Sotere, padre di Tolomeo II (Museo del Louvre, Parigi)

### Origini familiari
Tolomeo era figlio di Tolomeo I Sotere, diadoco di Alessandro Magno e primo re dell'Egitto tolemaico, e di Berenice I, una nobildonna macedone parente del generale Antipatro. Era quindi fratello di Arsinoe II e Filotera e fratellastro di Tolomeo Cerauno, Meleagro, Lisandra e Tolemaide, figli di Tolomeo I ed Euridice, e di Magas, Antigone e Teossena, figli di Berenice I e Filippo.

### Giovinezza (308-285 a.C.)
Tolomeo nacque sull'isola di Coo nel 308 a.C.; poco si sa dei suoi anni giovanili, tranne che fu allievo di Fileta di Coo, poi di Stratone di Lampsaco e infine, quando questi tornò ad Atene per dirigere il Liceo, di Zenodoto.

### Regno (285-246 a.C.)

#### Ascesa al potere e matrimoni (285-275 a.C.)
Tra il 15 e il 16 del mese di dicembre del 285 a.C., dopo circa venti anni di regno, Tolomeo I nominò Tolomeo suo co-reggente al trono d'Egitto; in quegli anni il giovane Tolomeo sposò Arsinoe I, figlia del re di Macedonia Lisimaco. Nell'inverno tra il 283 e il 282 a.C. Tolomeo I morì, lasciando al figlio il regno dopo due anni di potere congiunto; il giovane sovrano si fece incoronare ufficialmente faraone il 7 gennaio del 282 a.C. Poco dopo, nel 279 a.C., morì anche la madre di Tolomeo, Berenice I, e il giovane re, per onorare i genitori come Theoì Sotẽres (Θεοὶ Σωτῆρες), istituì in loro onore i giochi tolemaici (Πτολεμαια, Ptolemaia), che si tenevano ogni quattro anni ad Alessandria.

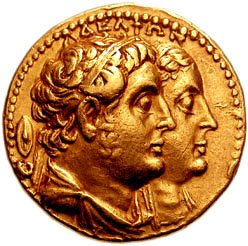
Moneta aurea del valore di otto dracme, rappresentante le effigi di Tolomeo II Filadelfo e della seconda moglie, Arsinoe II

Dalla moglie Arsinoe Tolomeo aveva avuto tre figli: due maschi, Tolomeo III e Lisimaco, e una femmina, Berenice. Tolomeo aveva anche un altro figlio, Tolomeo, (chiamato dalle fonti anche Tolomeo "il figlio"), del quale però non si è del tutto sicuri delle origini; molto probabilmente era il figlio maggiore della coppia reale, ma sono state avanzate anche le ipotesi che fosse il figlio di una concubina oppure un figlio adottivo (Tolomeo di Telmesso, figlio naturale di Lisimaco di Tracia e di Arsinoe II, la sorella di Tolomeo).
Intorno al 278 a.C. arrivò in Egitto Arsinoe II, la sorella di Tolomeo, che era fuggita dal fratellastro-marito Tolomeo Cerauno nel regno di Macedonia dopo che questi ebbe ucciso i suoi due figli dal matrimonio con Lisimaco. Arsinoe II, volendo raggiungere una maggiore influenza, riuscì a convincere il fratello Tolomeo a esiliare la moglie Arsinoe I a Copto con l'accusa di cospirazione e facendo uccidere due importanti philoi della regina, Aminta e Crisippo. Arsinoe II, quindi, sposò lei stessa Tolomeo intorno al 275 a.C.; l'unione tra fratelli era sconosciuta al mondo greco, ma era parte della tradizione dell'antico Egitto. A seguito di questa unione, i due membri della coppia assunsero il nome di "Filadelfo" (Φιλάδελφος), cioè amante del fratello. Di questo matrimonio si fece beffe il poeta Sotade scrivendo in un suo poema: εἰς οὐχ ὁσίην τρυμαλιὴν τὸ κέντρον ὠθεῖς (eis uch hosíen trymalièn tò kéntron otheĩs, "in un buco empio tu dirigi il bersaglio"); per questa affermazione il poeta venne prima incarcerato e poi ucciso. Questa unione venne invece celebrata da Teocrito nel suo "Encomio di Tolomeo", dove paragona questo matrimonio e questo amore unico al matrimonio sacro (ἱερὸς γάμος, ieròs gámos) della coppia olimpica Zeus-Era. Da parte degli egizi l'unione fu accettata molto più facilmente e venne associata alla coppia Osiride-Iside, anche loro fratelli e sposi.

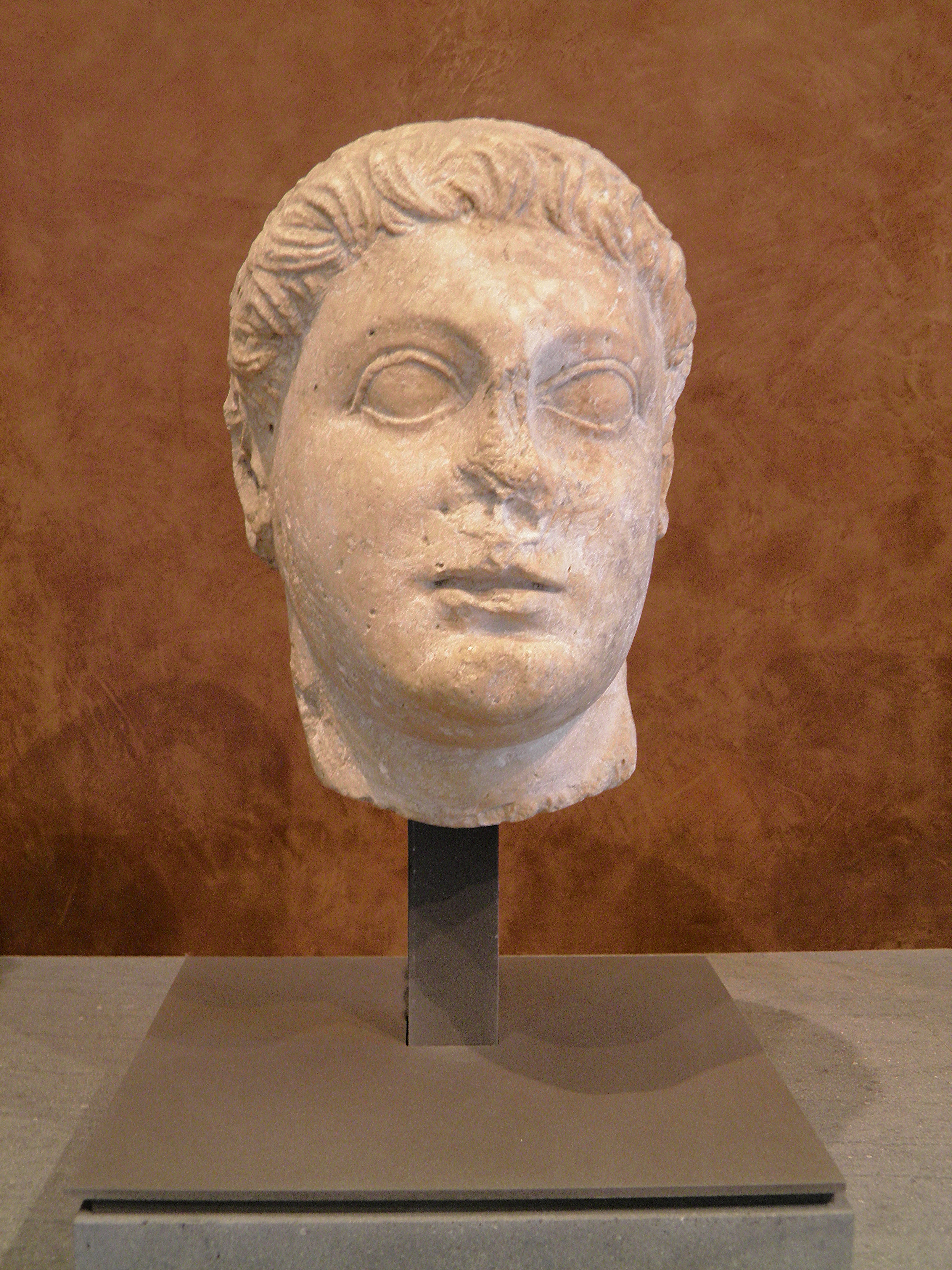
Testa di Tolomeo II Filadelfo (Museo del Louvre, Parigi)

L'ascesa al potere di Tolomeo non rimase comunque incontestata: Demetrio Falereo, filosofo peripatetico della corte alessandrina, fu esiliato per essersi espresso a favore dell'ascesa al trono dei figli di Tolomeo I ed Euridice e infine ucciso nel 280 a.C. per mezzo del morso di serpente. Tolomeo Cerauno, tuttavia, rinunciò al trono d'Egitto per rimanere in Macedonia e così anche il fratello minore Meleagro, ma entrambi morirono poco dopo. Pausania il Periegeta dice che Tolomeo, nei suoi primi anni di regno, fece uccidere due suoi fratelli (o fratellastri, uno dei quali chiamato Argeo), probabilmente su istigazione di Arsinoe II. Tuttavia Magas, fratellastro di Tolomeo da parte materna, assunse il titolo di re dopo essere stato governatore di Cirene dal 300 a.C.
Molto probabilmente, al tempo della sua incoronazione, Tolomeo fece spostare il corpo di Alessandro Magno da Menfi ad Alessandria, per creare un suo legame personale con il re, in onore del quale era già stato creato un culto in Egitto da Tolomeo I.

#### Guerre in Anatolia e in Egitto (280-274 a.C.)
Nel 281 a.C. morì l'ultimo dei diadochi di Alessandro Magno, Seleuco I Nicatore; questi lasciò l'impero seleucide al figlio Antioco I Sotere, che, dovendo controllare un vastissimo impero, fu subito chiamato nel nord della Siria per reprimere una rivolta nella guerra di successione siriaca. Questa situazione fu favorevole a un'espansione del controllo tolemaico in Anatolia, dove i Seleucidi lasciarono pochi soldati: Tolomeo II, tra il 280 e il 279 a.C., conquistò molte città, tra cui Samo, e i territori di Caria, Licia, Panfilia e probabilmente Cilicia, facendo delle donazioni a Mileto, con cui stipulò un trattato di alleanza, posizionando una guarnigione di stanza ad Alicarnasso e dando a Tolomeo, figlio di Arsinoe II e Lisimaco, dei territori vicino alla città di Telmesso.

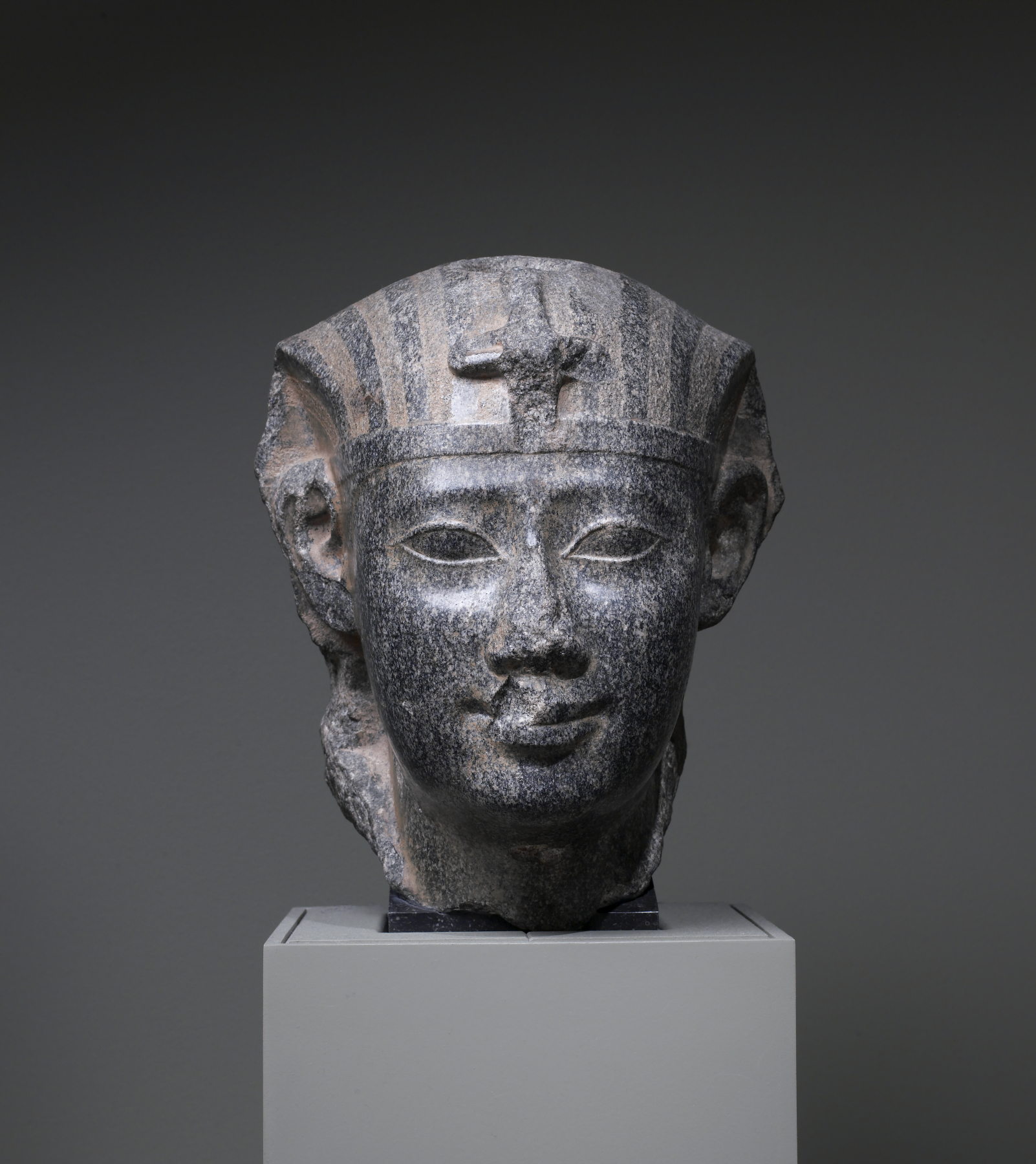
Testa in stile egizio di Tolomeo II Filadelfo (Walters Art Museum, Baltimora)

Per Antioco I risolvere la situazione in Anatolia fu difficile e non immediato, viste le varie potenze della zona: i regni di Pergamo, Ponto, Bitinia e Cappadocia, oltre al popoli dei galati; Antioco I, quindi, provvide ad allearsi con Antigono II Gonata, re di Macedonia, con il quale strinse accordi nel 278 e nel 276 a.C. La situazione diventò quindi pericolosa per Tolomeo, che si ritrovava ad avere due potenti nemici.
Gli scontri iniziarono nel 275 a.C. circa quando Magas, fratellastro di Tolomeo e re di Cirene, conquistò la città tolemaica di Paraitonion e marciò con il suo esercito verso Alessandria: Magas era infatti forte dell'alleanza con i Seleucidi, avendo sposato la figlia di Antioco I, Apama II. Il re di Cirene fu però costretto a tornare nei suoi territori per una rivolta della tribù libica dei Marmaridi e non riuscì più a penetrare in Egitto; Tolomeo, invece, non era riuscito a fermare il fratellastro per una rivolta dei suoi mercenari celti, che fu risolta con il massacro di questi ultimi su un'isola deserta del Nilo.
Dopo la ritirata di Magas e la distruzione dei celti, furono celebrati per la seconda volta i giochi tolemaici, nell'inverno tra il 275 e il 274 a.C., che attirarono ad Alessandria molte persone da tutti il mondo ellenistico; particolarmente celebrata fu la cerimonia di apertura, nella quale Tolomeo volle far mostra di tutto lo splendore del suo regno: ci furono sfilate di statue dedicate a molte divinità (Dioniso, Zeus e altri dei olimpici, Alessandro Magno e i Theoi Soteres, ai quali era dedicato l'evento), di personificazioni delle città della Grecia (guidate dai corinzi), di animali esotici da Africa, Arabia e India (elefanti, antilopi, struzzi, asini selvatici, zebre, leopardi, giraffe e rinoceronti) e di soldati dell'esercito egizio. Tolomeo si presentò quindi al mondo ellenistico come protettore della libertà e della cultura panellenica.

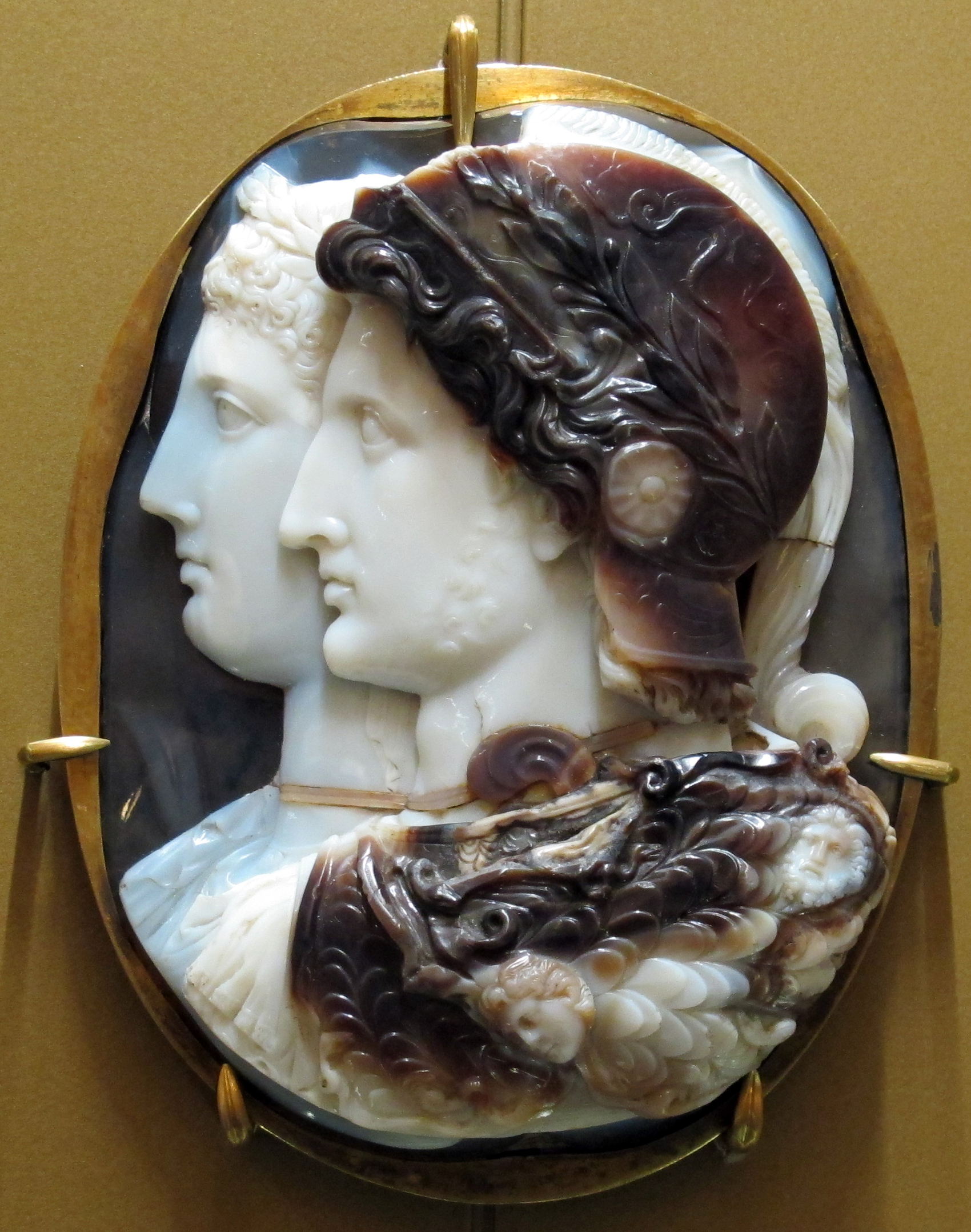
Cammeo Gonzaga, cammeo di arte ellenistica del III secolo a.C., raffigurante Tolomeo II Filadelfo con la sorella-moglie Arsinoe II (Ermitage, San Pietroburgo)

Le bestie esotiche che Tolomeo fece sfilare nell'imponente cerimonia del 275 a.C. potrebbero avere una relazione con una spedizione organizzata in Nubia nel periodo immediatamente precedente: l'area di confine tra l'Egitto tolemaico e il regno meroitico vicino a Syene soffrì delle incursioni di nomadi della bassa Nubia, dando a Tolomeo un motivo per organizzare una spedizione verso sud. Tolomeo conquistò le aree del Dodecascheno e le montagne del Wadi Allaqi, dove prese possesso delle miniere d'oro e fondò la città di Berenice Pancrisia (Πάνχρυσος, Pánchrysos, "tutta d'oro"). Probabilmente, oltre alle ragioni economiche, la spedizione era legata anche alla mancanza di elefanti nell'esercito tolemaico, che così poté iniziare a catturare quelli nella parte sud dell'Egitto.
Sempre intorno al 275 a.C., o poco prima, Tolomeo compì una spedizione navale nel mar Nero a supporto di Bisanzio, alla quale donò nuovi territori in Asia e grandi quantità di armi, oro e grano; per questo, ricevette dalla città il più alto onore, cioè un tempio dedicato al suo culto. Questa spedizione fu probabilmente un modo per assicurarsi il supporto di Bisanzio contro i Seleucidi, poiché la città era costretta dal 279 a.C. a pagare un tributo ai galati, appena emigrati dai Balcani. L'esistenza di questa spedizione, però, è dubbia e probabilmente Tolomeo in questa occasione aiutò i Bizantini solo economicamente, mentre la sua divinizzazione sarebbe successiva (degli anni 250 a.C.).

#### Prima guerra siriaca, morte di Arsinoe II e guerra cremonidea (274-260 a.C.)
Magas, dopo aver visto la sua invasione dell'Egitto fallire, convinse il suocero Antioco I ad attaccare anche lui l'Egitto; tuttavia, nel 274 a.C., Tolomeo prese l'iniziativa di attaccare l'impero seleucide in Celesiria, iniziando così la prima guerra siriaca; l'esercito tolemaico, fu costretto a ritirarsi davanti all'avanzata di nuove truppe da Babilonia e venti elefanti da guerra dalla Battria, grazie alla sua alleanza con l'impero Maurya. Per evitare che Antioco intraprendesse un'invasione dell'Egitto, quindi, Tolomeo e Arsinoe II si recarono personalmente sul fronte per riorganizzare le difese; gli eserciti di Babilonia, comunque, furono colpiti da una violenta crisi economica e da una epidemia e Antioco riconobbe definitivamente la sconfitta nel 271 a.C. Le trattative condussero essenzialmente a un mantenimento dello status quo, lasciando l'importante città di Damasco ai Tolomei.

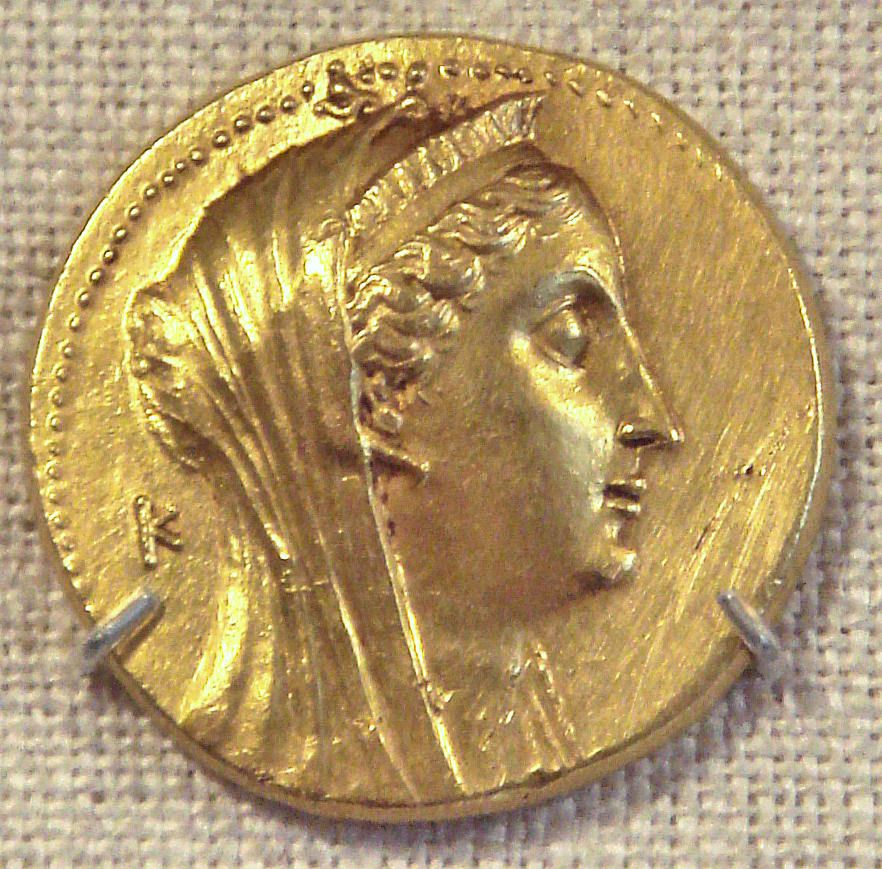
Ritratto monetale di Arsinoe II (Metropolitan Museum of Art, New York)

In quegli anni, Tolomeo iniziò a instaurare relazioni diplomatiche più stabili con le potenze del Mediterraneo occidentale: già della metà degli anni 270 a.C. aveva forti relazioni con Cartagine, che permise al comandante navale tolemaico Timostene di arrivare alle colonne d'Ercole passando per le proprie acque; nel 273 a.C., invece, Tolomeo e la repubblica romana, attraverso degli accordi, strinsero una relazione politica di amicitia. Pur essendo alleato con entrambe le potenze, Tolomeo rimase neutrale durante la prima guerra punica (264-241 a.C.), tanto che rifiutò la richiesta di Cartagine di un aiuto 2000 talenti all'inizio della guerra.
Nel 272/271 a.C. Tolomeo introdusse delle novità sul piano religioso: in quell'anno, infatti, inaugurò ad Alessandria un tempio dedicato a lui e ad Arsinoe II, i Theoi Adelphoi (Θεοὶ Ἀδελφοί), affiancandolo al tradizionale culto di Alessandro e nominando, da quell'anno, un "sacerdote eponimo di Alessandro e dei Theoi Adelphoi" (il primo fu Callicrate). Tuttavia Tolomeo non associò i suoi genitori al culto, probabilmente per volontà testamentaria di Tolomeo I per rispetto di Alessandro, cosa che fu realizzata solamente da Tolomeo IV Filopatore nel 215 a.C.
Nel mese di luglio del 268 a.C. morì Arsinoe II, una delle figure femminile più importanti del mondo ellenistico, che aveva spinto il marito a una politica estera molto anti-macedone. Sempre nel 268 a.C., circa due mesi dopo la morte di Arsinoe, sotto l'arcontato di Pitidemo ad Atene, il politico Cremonide presentò un decreto che sanciva l'entrata in guerra di Atene, al fianco di Sparta e dell'Egitto, contro il regno di Macedonia di Antigono II Gonata, per salvare la libertà della Grecia dall'egemonia macedone. Tolomeo era stato spinto da Arsinoe stessa a prendere posizione contro il regno di Macedonia, sperando forse di poter mettere sul trono il figlio avuto con Lisimaco, Tolomeo, al quale erano stati dati dei territori in Anatolia.

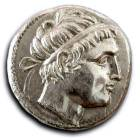
Moneta raffigurante Areo I, re di Sparta e alleato di Tolomeo II nella guerra cremonidea

Gli egizi, guidati dall'ammiraglio Patroclo, condussero la guerra principalmente per mare, sconfiggendo i pirati assoldati da Antigono in Attica; tuttavia, dato che i macedoni controllavano il Pireo, il porto di Atene, Patroclo agì principalmente da basi navali sulle isole egee. Sulla terraferma, invece, l'esercito macedone risultò più efficace delle forze congiunte di Sparta e Atene: Areo I, re di Sparta, non riuscì mai a uscire dal Peloponneso, morendo in un attacco alla città di Corinto nel 265 a.C., mentre gli ateniesi furono assediati e caddero infine all'inizio del 261 a.C., dovendo accettare la presenza di una guarnigione macedone; Cremonide e il fratello Glaucone fuggirono in Egitto, dove diventarono consiglieri del re.
Tolomeo perse dunque la guerra ma, grazie alle azioni di Patroclo, riuscì ad assicurarsi diverse basi militari sparse per l'Egeo: nell'arcipelago delle Cicladi, a Itanos e Olunte a Creta, a Thera, a Methana e a Ceo, dove ci fu la base principale della flotta tolemaica durante la guerra, la città portuale di Korissia, che venne rinominata "Arsinoe" in onore della regina scomparsa.
Nel 262 a.C., durante l'ultimo periodo della guerra cremonidea, quando la vittoria macedone era ormai certa, Tolomeo riuscì comunque a ottenere un grande risultato formale da parte dell'anfizionia delfica, a quel tempo controllata dagli Etoli: il consiglio dell'anfizionia, infatti, riconobbe ai giochi tolemaici lo stato di giochi panellenici, facendo risultare efficace la propaganda di Tolomeo in Grecia.

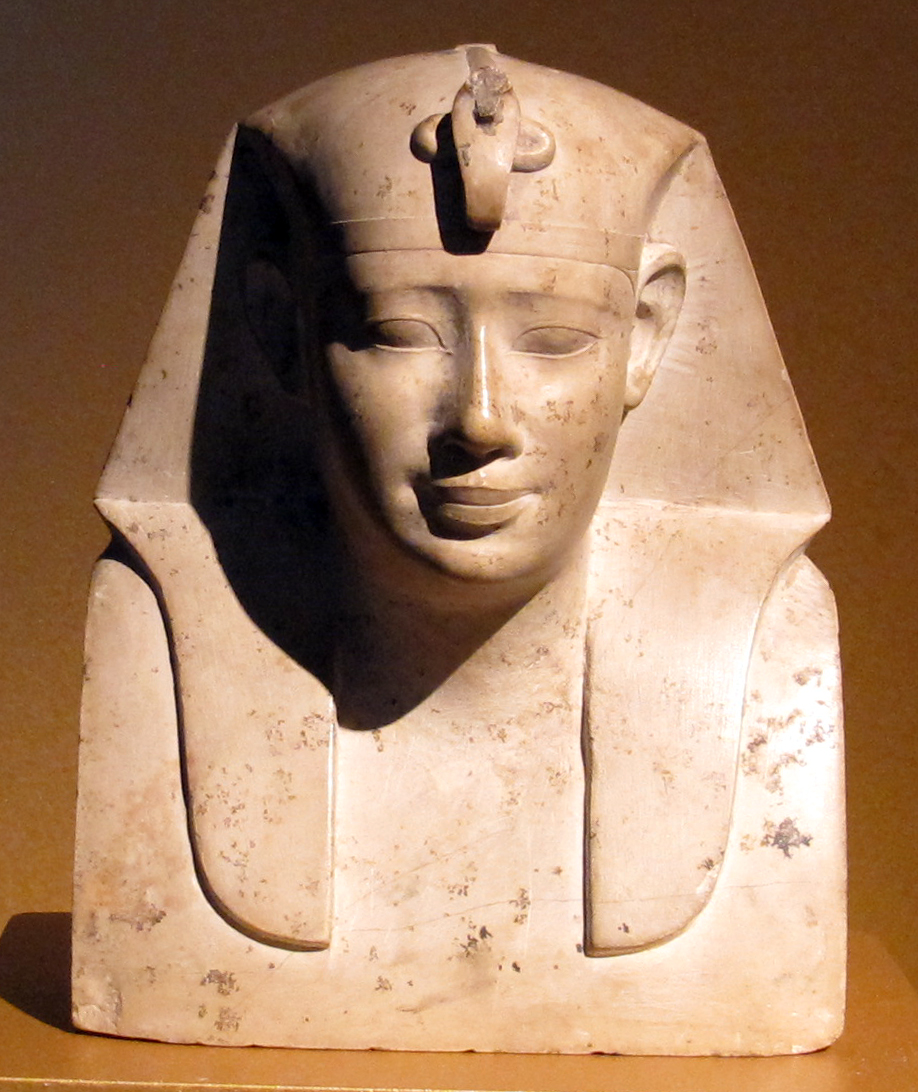
Busto egizio di Tolomeo II (Brooklyn Museum, New York)

Dal 267 a.C., inoltre, Tolomeo aveva associato al trono il suo figlio maggiore, Tolomeo "il figlio": probabilmente Tolomeo compì questa scelta per farsi aiutare nei molti compiti del monarca; infatti, Tolomeo "il figlio" viene raffigurato nella stele di Mendes con gli attributi del faraone, facendo pensare che avesse un ruolo importante in campo militare e amministrativo.

#### Seconda guerra siriaca, ultimi anni e morte (260-246 a.C.)
Nel 260 a.C. ci furono degli scontri in Anatolia, che coinvolsero l'impero seleucide (passato ad Antioco II Teo dall'anno precedente), l'Egitto tolemaico e Rodi e diedero inizio alla seconda guerra siriaca. Tolomeo "il figlio" si ribellò al padre nella Ionia; a lui si unì l'etolico Timarco, che si autoproclamò tiranno di Mileto e che uccise anche il generale tolemaico di stanza a Samo. Dalla primavera del 259 a.C. Tolomeo "il figlio" non comparve più nella titolatura egizia, facendo quindi pensare che sia stato spogliato della co-reggenza. Tuttavia entrambi i ribelli furono sconfitti da Antioco II che conquistò Mileto e Samo, mentre i rodi sconfissero la flotta tolemaica di Cremonide nella battaglia di Efeso, conquistando la città, che fu quindi ceduta ai Seleucidi, loro alleati.

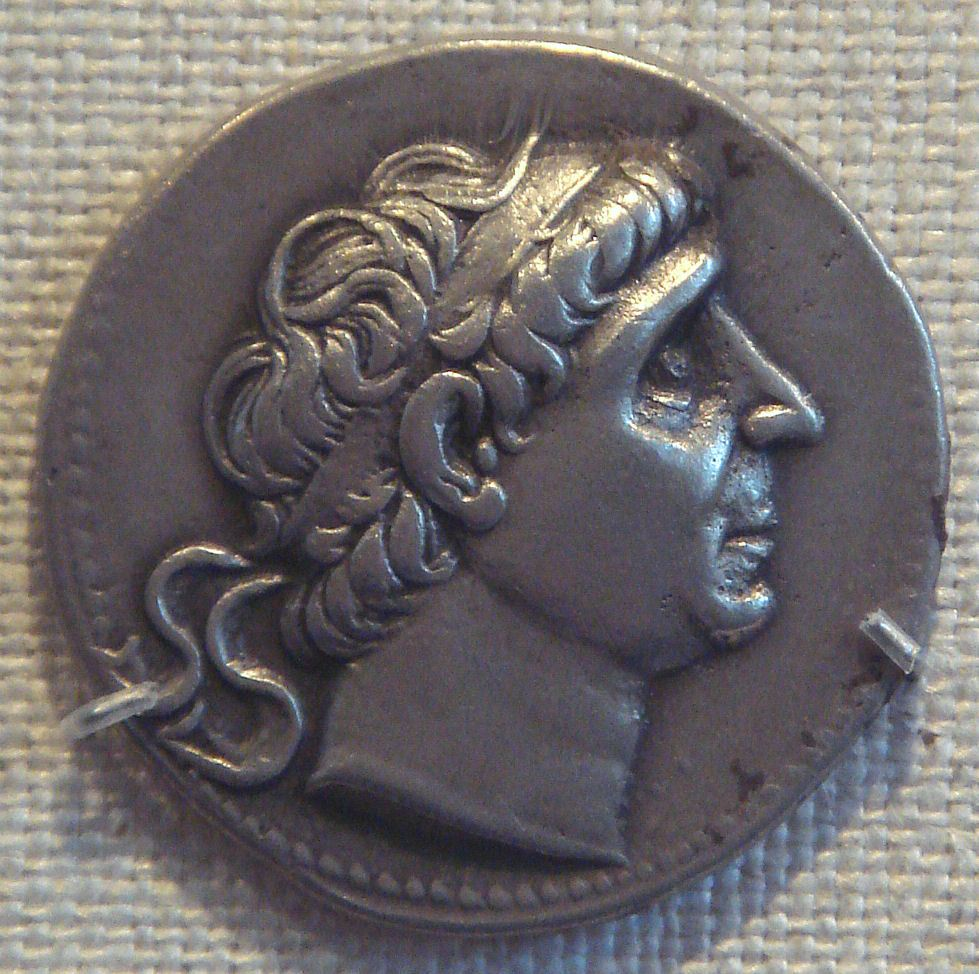
Moneta raffigurante Antioco II Teo, sovrano seleucide al tempo della seconda guerra siriaca (Metropolitan Museum of Art, New York)

Tolomeo intraprese delle campagne in Siria nel 257 a.C., ma l'esito della guerra su quel fronte è sconosciuto. In Anatolia, la flotta di Tolomeo, comandata da Patroclo, fu definitivamente sconfitta nel 255 a.C. nella battaglia di Cos dal re di Macedonia Antigono II, ponendo così definitivamente fine alla talassocrazia tolemaica sul mar Egeo. Antioco II uscì quindi vincitore in Anatolia, assoggettando la Ionia e riconquistando parti di Cilicia e Panfilia perse dal padre. La pace fu conclusa nel 253 a.C. e Antioco II chiese la mano la figlia di Tolomeo, Berenice; nella primavera del 252 a.C. il re d'Egitto accompagnò la figlia a Pelusio, dove vennero portate grandi quantità d'oro e argento, probabilmente un pagamento di guerra sotto forma di dote, tanto che la figlia venne soprannominata Φερνοφόρος (Phernophoros, "portatrice di dote"); da lì, Berenice e il pagamento vennero accompagnati da Apollonio fino a Sidone, il confine del regno tolemaico.
Sempre in quel periodo, Tolomeo fu nominato tutore dell'erede al trono del regno di Bitinia, il figlio minore di Nicomede I, insieme allo stesso Antigono II e alle città di Bisanzio, Eraclea Pontica e Cio; nel 255 a.C. Nicomede morì e, essendo l'erede nominato ancora un bambino, la reggenza passò a Etazeta (seconda moglie di Nicomede), la quale fu però attaccata dal figlio maggiore di Nicomede, Ziaelas. Probabilmente per giungere in Bitinia, Tolomeo organizzò una spedizione nel mar Nero, dove Antioco II stava assediando la città di Bisanzio; Tolomeo ruppe l'assedio, donando alla città armi e territori e venendo divinizzato. Il re egizio continuò quindi le sue spedizioni nel mar Nero, facendo donazioni alla città alleata di Eralcea e combattendo contro Callatis, alleata di Antioco, e Istros; Tolomeo sconfisse la prima ma non riuscì a conquistare la seconda, poiché la guerra lo chiamò in Bitinia. Tolomeo arrivò quindi in Bitinia supportando le forze avverse a Ziaelas, che riuscì però a conquistare il trono. Nella sua spedizione nel mar Nero, inoltre, giunse anche nel regno del Bosforo Cimmerio di Perisade II, con il quale strinse un patto di alleanza, sancita da un'ambasciata spartocide in Egitto nel 254 a.C.

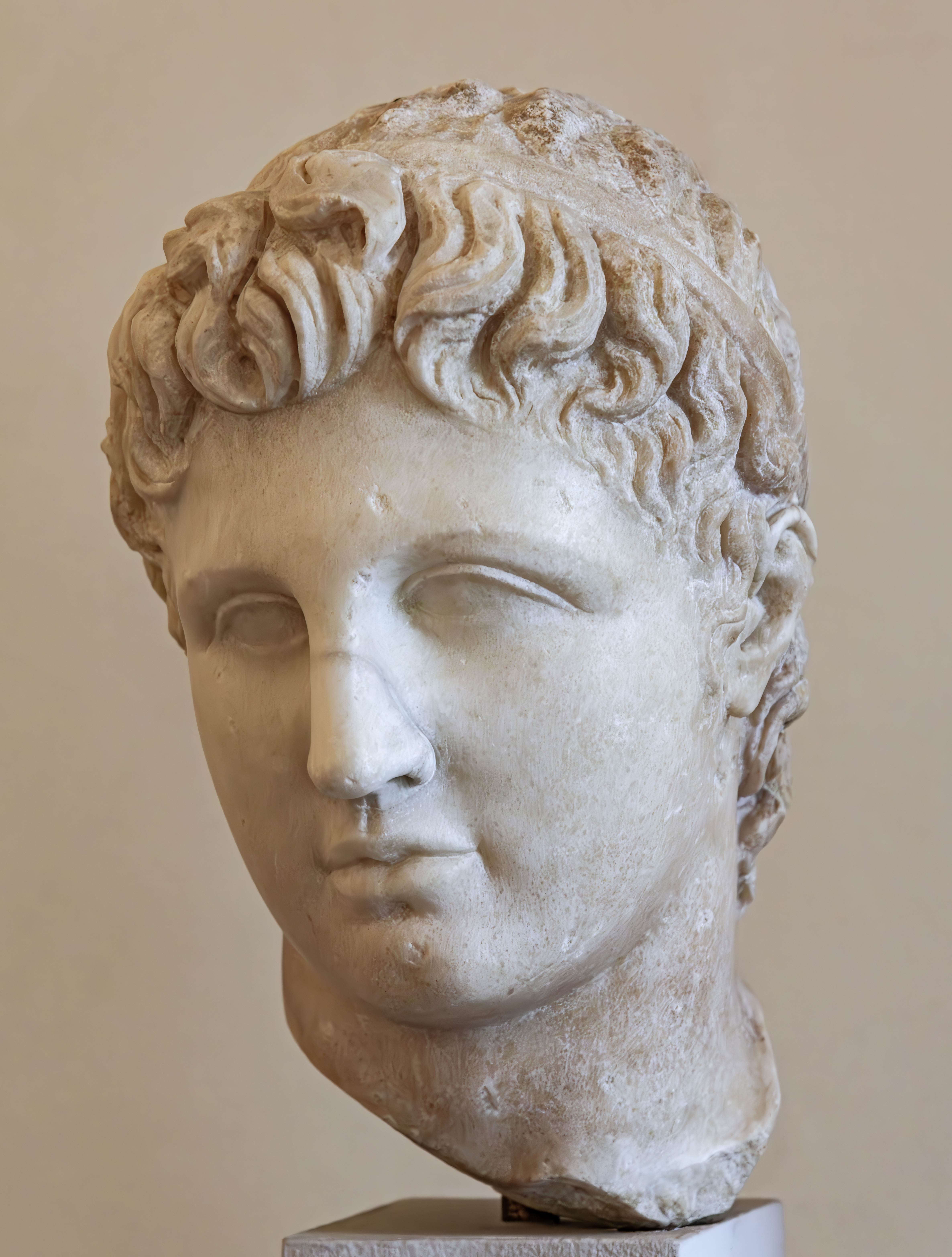
Testa di Tolomeo III, figlio di Tolomeo II (Museo archeologico nazionale, Venezia)

Negli anni successivi alla seconda guerra siriaca, Tolomeo si spese per recuperare più influenza nell'Egeo e in Grecia. Intorno al 250 a.C. sconfisse la flotta di Antigono II in una battaglia navale, riuscendo ad aumentare la sua influenza sulle Cicladi, dove, nel 249 a.C., organizzò dei giochi in onore delle divinità delie che furono chiamati "secondi giochi tolemaici". Inoltre strinse legami più forti con la lega ellenica, la lega etolica e soprattutto con la lega achea, inviando supporti finanziari e militari dopo l'ambasceria di Arato di Sicione del 250-249 a.C. ad Alessandria.
Alla fine degli anni 250 a.C., Tolomeo tornò a interessarsi anche della questione del regno di Cirene, che aveva vissuto un periodo di ricchezza e pace. Anche Magas, ormai invecchiato, aprì per dei negoziati e si raggiunse un accordo matrimoniale tra l'erede d'Egitto, Tolomeo, e la figlia di Magas, Berenice. Magas morì tuttavia nel 250 a.C. e la vedova Apama II, sorella di Antioco II, decise di rompere il fidanzamento e di far venire a Cirene il principe antigonide Demetrio il Bello, fratello di Antigono II. Demetrio diventò quindi re di Cirene ma Berenice, contraria al nuovo matrimonio, fece uccidere il marito dopo aver scoperto una relazione sentimentale segreta tra lui e la madre; Berenice, quindi, rinnovò il fidanzamento con il giovane Tolomeo. Tuttavia nel 249 a.C. a Cirene venne proclamata la repubblica sotto la guida di Ecdelo e Demofane, ma Berenice sposò comunque l'erede al trono d'Egitto, dandogli il diritto di rivendicare Cirene.
Tolomeo II morì nel gennaio del 246 a.C., dopo un regno di quasi quarant'anni, e gli succedette sul trono d'Egitto il figlio maggiore Tolomeo, che si fece incoronare re il 28 gennaio (25º giorno del mese di Dios del calendario macedone) e si presentò come figlio di Arsinoe II, escludendo quindi Arsinoe I dagli antenati ufficiali della dinastia. Tolomeo II venne seppellito in una tomba, da solo o insieme ad Arsinoe II, vicino alla sema di Alessandro Magno; tuttavia, per i giochi tolemaici del 214 a.C., Tolomeo IV Filopatore fece costruire un nuovo sepolcro monumentale all'interno del palazzo reale di Alessandria, nella quale vennero traslati i corpi di Alessandro e dei tre sovrani della dinastia che lo avevano preceduto.

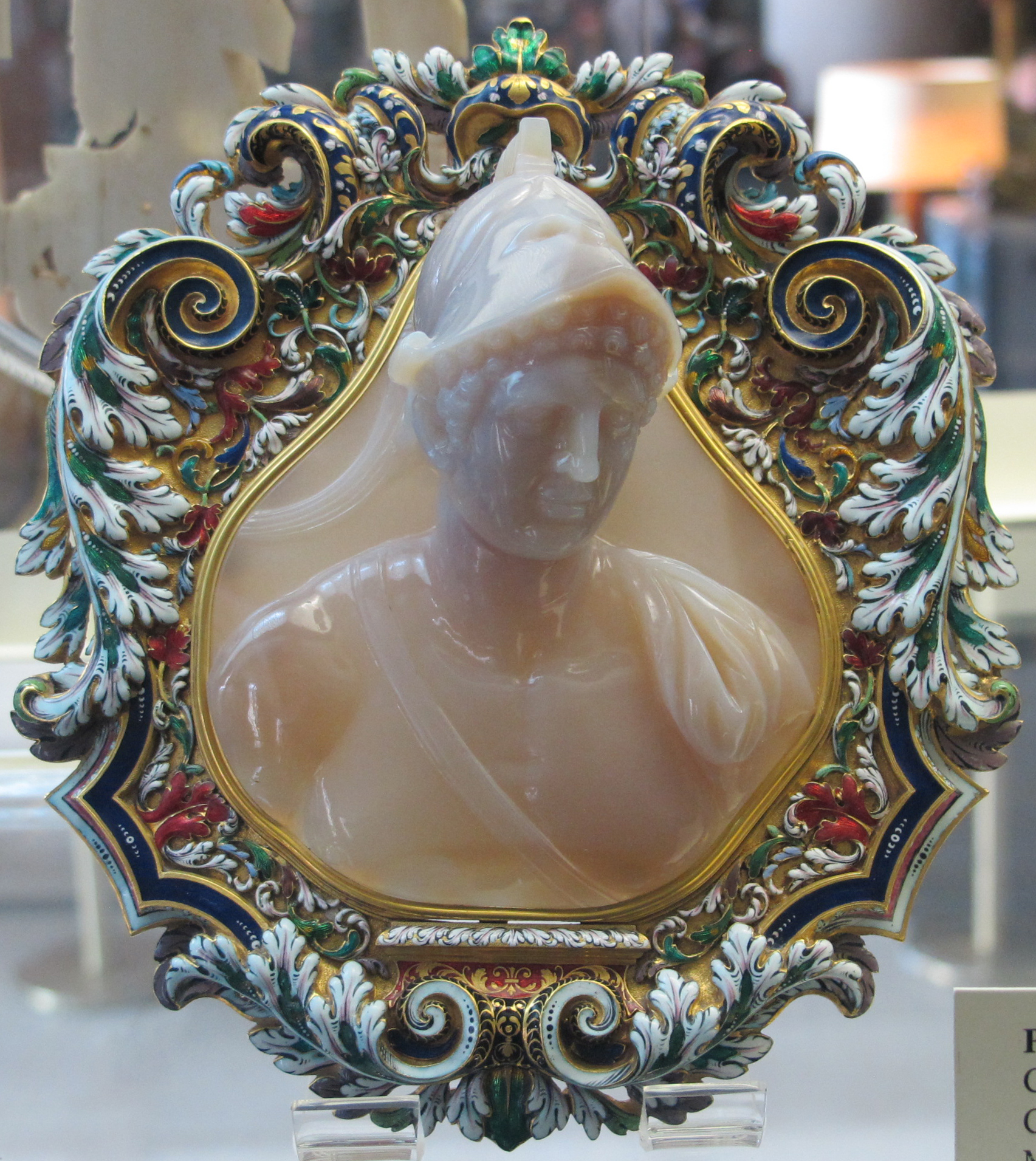
Cammeo ellenistico raffigurante Tolomeo II assimilato ad Alessandro Magno (Cabinet des Médailles, Parigi)

#### Politica interna
(Teocrito, Eschine e Tionico, vv. 60-64)

##### Politica economia e amministrazione
Considerando la dispendiosa politica militare di Tolomeo, l'economia egizia in quegli anni doveva essere ben strutturata per mantenere attive la varie flotte sparse per il Mediterraneo: prima della conquista di Alessandro Magno, l'economia dell'Egitto si basava sul baratto e lo sfruttamento, mentre con i primi Tolomei si passò a un'economia monetaria, grazie a un accurato sistema di censimenti e tassazioni, che permettevano maggior circolazione di monete anche nelle campagne. Negli anni 270 e 260 a.C., Tolomeo iniziò una serie di riforme religiose, economiche e amministrative in tutto il regno; prima di tutto, iniziò a riformare i templi e la casta religiosa, accantonando le antiche famiglie sacerdotali e portando all'autorità centrale il potere anche sociale dei templi, imponendo dal 268 a.C. il culto della moglie Arsinoe in ogni luogo di culto e finanziandoli con soldi statali; l'estensione dei terreni coltivabili attraverso irrigazioni e canali, iniziata già sotto Tolomeo I, venne intensificata, soprattutto nei nomoi di Arsinoe e di Ossirinco; venne introdotto l'anno fiscale, che iniziava nel mese di Mecheir, cioè quando si iniziava il raccolto; iniziò anche a essere riscossa una tassa sul sale (ἁλικῆ, halikê), con il pagamento previsto con somme diverse per uomini e donne; infine venne implementate la riforma delle apomoira, le imposte su vigneti e frutteti. Al 265 a.C., infine, risale una grande riforma monetaria, che introdusse grandi tagli di monete in oro, argento e bronzo e ristabilì i cambi tra i vari metalli.

##### Opere pubbliche

Facciata della Bibliotheca Alexandrina, moderna ricostruzione dell'antica Biblioteca di Alessandria

Tolomeo II, durante tutto il suo regno, fondò molte nuove città (Arsinoe in Cilicia, Arsinoe in Etolia, Arsinoe sul mar Rosso, Berenice Pancrisia, Berenice Trogloditica, Filadelfia, Tolemaide Terone), ricostruì il canale che congiungeva il Nilo e il mar Rosso (iniziato da Necao II e completato da Dario I di Persia) e creò un più efficiente sistema di strada sulla costa orientale e nelle regioni minerarie (si ricordano la "strada del deserto orientale" che collegava il Nilo con le miniere di Barramiya e forse arrivava fino alle due strade che collegavano Berenice Trogloditica con Copto ed Edfu). Tolomeo II, quindi, si impegnò anche in Alto Egitto, dove venne aperta una banca reale a Tebe e apportò molte opere nella città di Edfu, che culminarono nel 237 a.C. con la costruzione del tempio di Horus da parte di Tolomeo III. Rinominò inoltre l'oasi del Fayyum, allora noto come "il Lago", "Arsinoite", e la sua capitale, Crocodilopoli, "Arsinoe", in onore della sorella-moglie. In quell'area, inoltre, portò avanti il progetto di creazione di una depressione, iniziato dal padre, portando il livello del Lago Meride a due metri sotto il livello del mare, attraverso la realizzazione di una diga (5.000 m di lunghezza e 4 m di altezza) e di canali. Inoltre, per popolare quei nuovi territori fertili, Tolomeo fece arrivare molti cleruchi macedoni.
Per quanto riguarda la città di Alessandria, sotto il regno di Tolomeo sono attestate tutte le principali opere portuali: il Faro, l'Heptastadion e il porto in generale; ci sono inoltre riferimenti a tutti i maggiori edifici della cultura greca (il teatro, l'agorà, lo stadio e l'ippodromo), oltre ai grandi centri culturali della Biblioteca e del Museo; infine vennero edificati anche centri di culto di stampo greco, come l'Arsinoeion. Il Faro, nello specifico, fu costruito o alla fine del regno di Tolomeo I o all'inizio di quello di Tolomeo II, su progetto di Sostrato di Cnido, e costò 800 talenti.

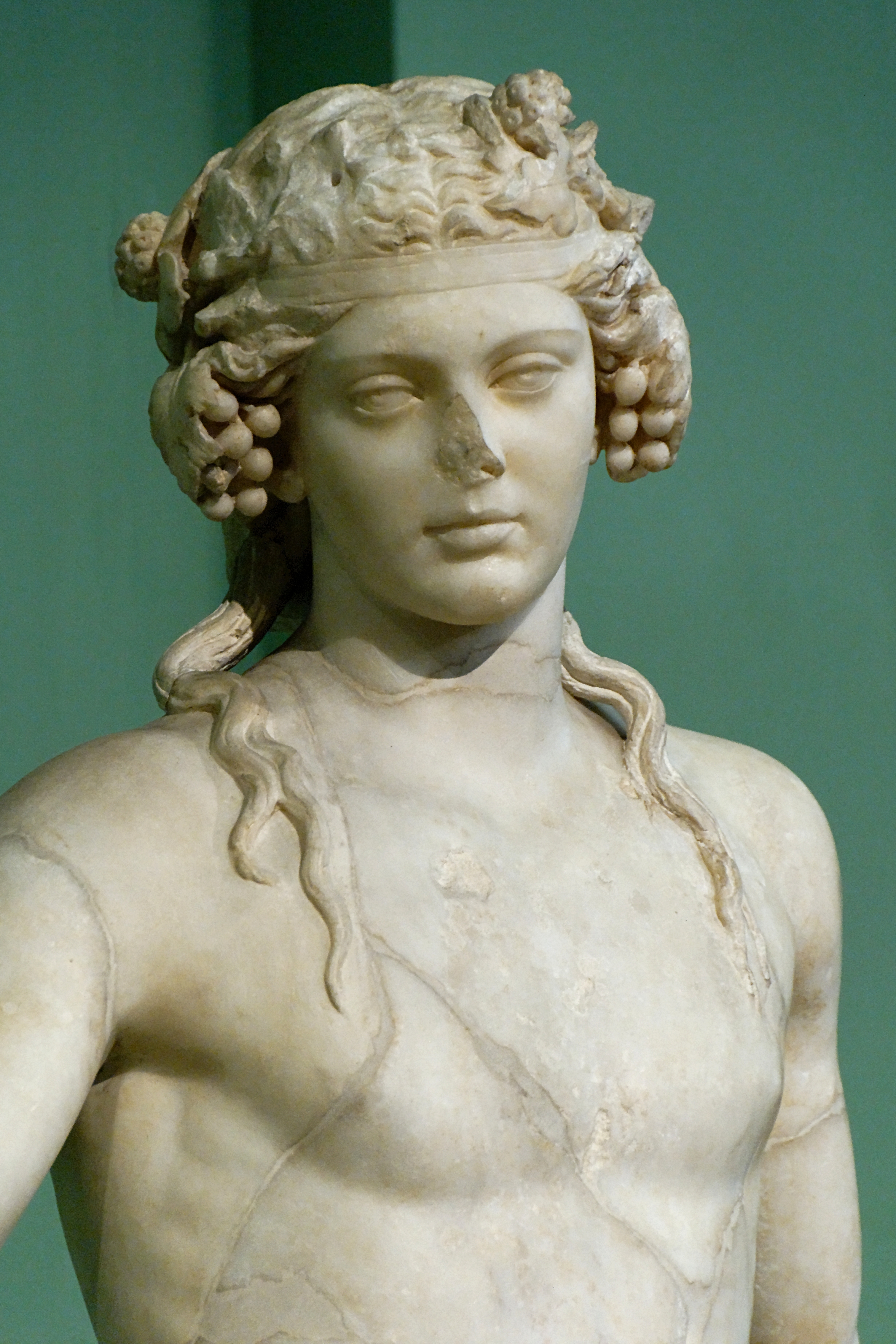
Busto di Dioniso (Musei Capitolini, Roma)

##### Politica religiosa e modello dionisiaco
Tolomeo fu uno dei primi monarchi di una dinastia il cui compito era quello di unire la cultura greca con quella egizia: la differenza fondamentale era che, per gli egizi, il potere del faraone era sempre stato associato a quello divino, mentre per i greci il sovrano e gli dei erano separati tra loro. Come già detto, Tolomeo deificò all'inizio del suo regno i propri genitori (i Θεοὶ Σωτῆρες, Theoì Sotẽres) e in seguito anche le sue due sorelle, Filotera e Arsinoe II; per loro due, Tolomeo creò un apposito culto che fu associato a quello del dio egizio Ptah, infatti il gran sacerdote di Ptah Nesisti I (chiamato anche Esisut-Pedubast) fu nominato anche "profeta di Filotera e Arsinoe Filadelfo".
La principale forma di politica religiosa di Tolomeo fu associare sé stesso con Dioniso: questa divinità, infatti, era una via di mezzo tra cultura greca e culture orientali. Dioniso era entrato nel Pantheon greco, ma aveva comunque la connotazione di divinità giovane e straniera; gli egizi, invece, erano abituati a vedere i loro sovrani identificati con una divinità e, in particolare, Tolomeo fece in modo che Dioniso, figlio di Zeus, legittimasse anche il regno del padre, identificato appunto come il re degli dei. Legandosi a Dioniso, inoltre, Tolomeo voleva legarsi ad Alessandro Magno, che tra i suoi ascendenti reclamava proprio quel dio (Alessandro era molto legato alla cultura egizia attraverso varie leggende secondo le quali sarebbe stato figlio illegittimo del faraone Nectanebo II). Un'altra caratteristica di Dioniso, che poteva aiutare una mediazione tra le due culture, era la somiglianza con il dio egizio Osiride, peraltro già notata da scrittori antichi come Erodoto. Questo modello perseguito da Tolomeo aveva quindi lo scopo di amalgamare nella sua figura reale due culture molto distinte tra di loro; questa sfida caratterizzò tutti il regno dei Tolomei e, in particolare, il culto di Dioniso fu ripreso particolarmente da Tolomeo IV Filopatore e Tolomeo XII Neo Dioniso Aulete. Ci viene tramandata una genealogia ad opera di Satiro di Callati (attivo sotto Tolomeo V e Tolomeo VI e citato da Teofilo di Antiochia) che fa discendere i monarchi della dinastia tolemaica direttamente da Dioniso attraverso la madre di Tolomeo I, Arsinoe di Macedonia. Il culto del dio divenne così importante che Dioniso fu il dio tutelare della dinastia e diventò per eccellenza il dio degli Alessandrini, per la sua associazione con la "bella vita" (vino, banchetti e musica).

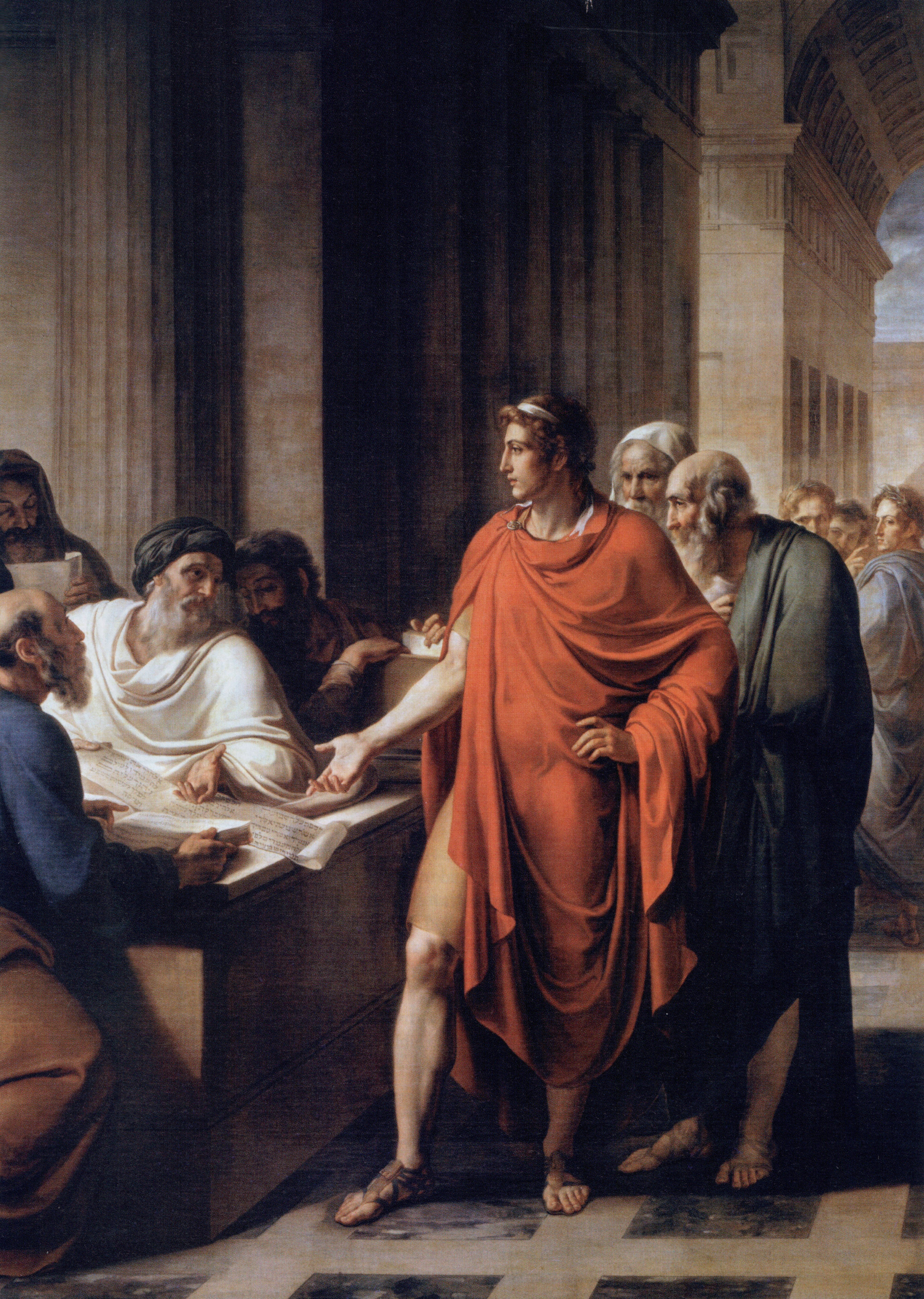
Tolomeo Filadelfo nella biblioteca di Alessandria, Vincenzo Camuccini (Museo di Capodimonte, Napoli)

##### Cultura ad Alessandria
Tolomeo è ricordato inoltre come il re che attirò ad Alessandria, capitale dell'Egitto tolemaico, poeti e studiosi grazie al grande sviluppo dato alla Biblioteca e al Museo. Già Tolomeo I aveva richiamato nella capitale molti dotti del tempo, tra cui Demetrio Falereo, Zenodoto di Efeso, Fileta di Coo e Stratone di Lampsaco; Tolomeo II, a sua volta, fece arrivare ad Alessandria molti studiosi, scienziati e poeti: dopo il 283 a.C., infatti, arrivò alla corte tolemaica il cosiddetto "sinodo", un gruppo di 30-50 uomini salariati come tutori e studiosi. Durante il suo regno, ad Alessandria furono attivi numerosi scrittori e poeti, tra cui Callimaco, Teocrito, Apollonio Rodio e il gruppo delle Pleiadi (Alessandro Etolo, Licofrone, Omero di Bisanzio, Filico di Corcira, Sositeo, Sosifane ed Eantide). Quest'ultimo gruppo, in particolare, faceva parte di un ampio programma di Tolomeo a favore del teatro greco e della sua diffusione ad Alessandria, attraverso la creazione di una competizione all'interno delle festività dionisiache.
Sotto Tolomeo II si iniziò la Septuaginta, cioè la traduzione in greco antico della Bibbia Ebraica; infatti, mentre alcuna fonti antiche indicano che la traduzione avvenne completamente sotto il suo regno, gli studi moderni e contemporanei hanno chiarito che il processo di traduzione fu lungo e durò dall'inizio del III secolo a.C. alla seconda metà del II. La tradizione, riportata dalla Lettera di Aristea (testo dalla paternità dubbia), vuole che settanta saggi ebraici, nominati dal sommo sacerdote Eleazar, si siano riuniti ad Alessandria per tradurre i testi sacri ebraici, per volontà di Tolomeo II e del suo bibliotecario, Demetrio Falereo; le molte incongruenze storiche della Lettera, però, la fanno ritenere una fonte poco affidabile.
Tolomeo ospitò ad Alessandria anche dei medici, dei quali in particolare si distinsero Erofilo di Calcedonia ed Erasistrato di Ceo; grazie a loro vennero fatte diverse scoperte nei campi dell'anatomia, della fisiologia e della medicina che influenzarono molto i medici dei secoli successivi. In ossequio all'impegno di Tolomeo II nello sviluppo della Biblioteca antica, in anni recenti è stato posizionato un suo colosso in granito (scoperto nel 1995 sul fondale marino di fronte ad Alessandria) di fronte alla moderna Bibliotheca Alexandrina.

### Vita privata
(Ateneo, XIII, 37)
L'"inclinazione ai piaceri dell'amore" di Tolomeo era molto conosciuta, tanto che anche Teocrito, tra la lista delle virtù del sovrano, lo definisce ἐρωτικός (erotikós). Oltre alle due mogli, Tolomeo II ebbe infatti molte amanti e concubine: Bilistiche, dalla ascendenza dubbia (Ateneo di Naucrati la chiama "argiva", mentre Plutarco la definisce semplicemente "barbara"), donna molto famosa nell'antichità, due volte vincitrice ai giochi olimpici e divinizzata da Tolomeo come Afrodite-Bilistiche; Didime, una donna egizia di straordinaria bellezza e soggetto di un epigramma di Asclepiade di Samo; Stratonice, a cui venne eretta una statua sulla costa di Eleusi; Mirzione, un'attrice di commedie; Cleino, la sua coppiera personale; Mnesine e Patine, due musiciste.
Tolomeo II viene descritto da Strabone come un uomo dalla natura curiosa e dalla cattiva salute. Infatti, benché la lunghezza della sua vita fosse al di sopra della media del tempo, ebbe almeno una malattia tanto grave da richiedere un intervento divino, come attestato da un'iscrizione nel tempio di Khonsu. In particolare, l'unico disturbo che viene ricordato è la gotta che lo colpiva al piede. Essendo Tolomeo probabilmente in sovrappeso, come lo rappresentano anche certe monete, il fattore di rischio di riscontrare la gotta era più alto; anche il consumo di alcool, una dieta poco salutare e, forse, la predisposizione delle acque di Alessandria possono aver contribuito alla malattia. Tuttavia ciò di cui Tolomeo soffriva potrebbe non essere stata la gotta, ma un altro problema con simili effetti: condrocalcinosi, artrite reumatoide o artrite gonococcica.

## Titolatura
Secondo la titolatura reale egizia, Tolomeo II ebbe diversi nomi:
- nome Horo: ḥwnw ḳni (hunu qeni), "giovane coraggioso";
- nome Nebty (o delle Due Signore): wr-pḥty (wer pehty), "grande di forza";
- nome Horo d'Oro: sḫꜥ.n sw it.f (sekha.en su it.ef), "colui che è stato messo sul trono dal padre" (lett.: "colui il cui padre ha fatto in modo che apparisse");
- nome del Trono: wsr kꜣ rꜥ, mry imn (weser ka ra, mery imen), "colui che è forte del ka di Ra, amato da Amon;
- nome personale (nomen di nascita): ptwlmys (ptwlemys), "Tolomeo".[116]

Nei documenti ufficiali in greco, invece, adottò diverse formule:
- dalla sua ascesa al trono fino al 267 a.C. usò Πτολεμαῖος τοῦ Πτολεμαίου ("Tolomeo figlio di Tolomeo");
- dal 267 al 259 a.C. (gli anni della co-reggenza con Tolomeo "il figlio") la formula era Πτολεμαίου τοῦ Πτολεμαίου καὶ υἱοῦ Πτολεμαίου ("Tolomeo figlio di Tolomeo e Tolomeo il figlio");
- dal 259 fino alla fine del suo regno nel 246 a.C. usò invece Πτολεμαῖος τοῦ Πτολεμαίου Σωτῆρος ("Tolomeo figlio di Tolomeo Sotere").[117]

## Ascendenza
|            |                    |                       | Genitori  |  |  | Nonni |  |  | Bisnonni |  |
|            |                    |                       |           |  |  | Lago  |  |  | …        |  |
|            |                    |                       |           |  |  | Lago  |  |  | …        |  |
|            |                    | …                     |           |  |  | Lago  |  |  |          |  |
| Tolomeo I  |                    |                       |           |  |  | Lago  |  |  |          |  |
|            |                    | Arsinoe di Macedonia  | …         |  |  |       |  |  |          |  |
|            |                    | Arsinoe di Macedonia  | …         |  |  |       |  |  |          |  |
|            |                    | Arsinoe di Macedonia  | …         |  |  |       |  |  |          |  |
| Tolomeo II |                    | Arsinoe di Macedonia  |           |  |  |       |  |  |          |  |
|            | Magas di Macedonia | …                     |           |  |  |       |  |  |          |  |
|            | Magas di Macedonia | …                     |           |  |  |       |  |  |          |  |
|            | Magas di Macedonia | …                     |           |  |  |       |  |  |          |  |
| Berenice I | Magas di Macedonia |                       |           |  |  |       |  |  |          |  |
|            |                    | Antigone di Macedonia | Cassandro |  |  |       |  |  |          |  |
|            |                    | Antigone di Macedonia | Cassandro |  |  |       |  |  |          |  |
|            |                    | Antigone di Macedonia | …         |  |  |       |  |  |          |  |
|            |                    | Antigone di Macedonia |           |  |  |       |  |  |          |  |

### Esplicative
1. ↑  La data è il 12º giorno del mese di Dystros del calendario macedone (Acosta-Hughes, Lehnus, Stephens 2011, pp. 182-183; Pfeiffer 2015, p. 50).
2. ↑  Il giorno del 7 gennaio (7º giorno del mese di Hathyr del calendario egizio) è riportato sulla stele di Pithom e viene ricordato come ꜥnḫ-wdꜣ-snb (anekh weda seneb), cioè "inizio di un'epoca felice" (Hölbl 2001, p. 67, n. 1).
3. ↑  La data di morte di Arsinoe II è stata argomento di discussione, ma è stata accettata la data del 268 a.C. La questione viene dal fatto che nella stele di Mendes la sua morte è datata al 9 luglio (mese di Pachom del calendario egizio) del quindicesimo anno del regno di Tolomeo II (270 a.C., secondo le prime ricostruzioni), mentre nella stele di Pithom si dice che fosse ancora viva nel sedicesimo anno di regno del fratello. Questa confusione è dovuta al fatto che Tolomeo II contò gli anni del regno prima a partire dalla morte del padre e, successivamente, da due anni prima, cioè quando fu associato al trono. Quindi la morte di Arsinoe è stata nel 268 a.C., poiché la stele di Mendes utilizza il primo metodo di calcolo degli anni, mentre quella di Pitom il secondo (McKechnie, Guillaume 2008, p. 68).
4. ↑  

(greco antico)
«λέγει οὖν ὁ Σάτυρος οὕτως· ”Διονύσου καὶ Ἀλθαίας τῆς Θεστίου γεγενῆσθαι Δηϊάνειραν, τῆς δὲ καὶ Ἡρακλέους τοῦ Διὸς Ὕλλον, τοῦ δὲ Κλεοδαῖον, τοῦ δὲ Ἀριστόμαχον, τοῦ δὲ Τήμενον, τοῦ δὲ Κεῖσον, τοῦ δὲ Μάρωνα, τοῦ δὲ Θέστιον, τοῦ δὲ Ἀκοόν, τοῦ δὲ Ἀριστοδαμίδαν, τοῦ δὲ Καρανόν, τοῦ δὲ Κοινόν, τοῦ δὲ Τυρίμμαν, τοῦ δὲ Περδίκκαν, τοῦ δὲ Φίλιππον, τοῦ δὲ Ἀέροπον, τοῦ δὲ Ἀλκέταν, τοῦ δὲ Ἀμύνταν, τοῦ δὲ Βόκρον, τοῦ δὲ Μελέαγρον, τοῦ δὲ Ἀρσινόην, τῆς δὲ καὶ Λάγου Πτολεμαῖον τὸν καὶ Σωτῆρα, τοῦ δὲ καὶ Βερενίκης Πτολεμαῖον τὸν Φιλάδελφον, τοῦ δὲ καὶ Ἀρσινόης Πτολεμαῖον τὸν Εὐεργέτην, τοῦ δὲ καὶ Βερενίκης τῆς Μάγα τοῦ ἐν Κυρήνῃ βασιλεύσαντος Πτολεμαῖον τὸν Φιλοπάτορα. ἡ μὲν οὖν πρὸς Διόνυσον τοῖς ἐν Ἀλεξανδρείᾳ βασιλεύσασιν συγγένεια οὕτως περιέχει.»

(italiano)
«Satiro dice quindi così: che Deianira è nata da Dioniso e Altea, figlia di Testio; e da lei ed Eracle, il figlio di Zeus, si arriva, suppongo, a Illo; e da lui a Cleodemo, e da lui ad Aristomaco, e da lui a Temeno, e da lui a Ciso, e da lui a Marone, e da lui a Testro, e da lui ad Aco, e da lui ad Aristomida, e da lui a Carano, e da lui a Coeno, e da lui a Tirimma, e da lui a Perdicca, e da lui a Filippo, e da lui ad Aeropo, e da lui ad Alceta, e da lui ad Aminta, e da lui a Bocro, e da lui a Meleagro, e da lui ad Arsinoe, e da lei a Tolomeo Sotere, figlio di Lago, e da lui e Berenice a Tolomeo Filadelfo, e da lui e Arsinoe a Tolomeo Evergete, e da lui e Berenice, figlia del re Magas di Cirene, a Tolomeo Filopatore. Questa è, quindi, la relazione di Dioniso con i re di Alessandria.»
(Satiro di Callati in Teofilo di Antiochia, II, 7.)

### Riferimenti
1. ↑  Teocrito, Encomio di Tolomeo, v. 64; Clayman 2014, p. 67; Hölbl 2001, p. 24.
2. ↑  Bierbrier 2008, p. 184; Whitehorne 2002, p. 204.
3. ↑  Bierbrier 2008, p. 184; Tyldesley 2008, p. 223.
4. ↑  Lightman 2008, p. 56.
5. ↑  Donnelly Carney 2013, p. 20; Hölbl 2001, p. 24.
6. ↑  Clayman 2014, p. 25; Donnelly Carney 2013, p. 20.
7. ↑  Kampakoglou 2016, p. 115.
8. ↑  Diogene Laerzio, V, 58.
9. ↑  Collins 2000, p. 86.
10. ↑  Pausania, I, 6.8; Hölbl 2001, pp. 24-25; McKechnie, Guillaume 2008, p. 299.
11. ↑  Hölbl 2001, p. 25.
12. ↑  Erskine 2009, p. 33; Hölbl 2001, p. 27.
13. ↑  Hölbl 2001, p. 35.
14. ↑  Fischer-Bovet 2014, p. 55; Hölbl 2001, p. 94; Saunders 2007, p. 57; Winiarczyk 2013, p. 61.
15. ↑  Bierbrier 2008, p. 184; Clayman 2014, p. 70; Hölbl 2001, p. 35.
16. ↑  Clayman 2014, p. 70; Erskine 2009, p. 42; Hölbl 2001, p. 35; Tunny 2000, p. 90.
17. ↑  Hölbl 2001, pp. 35-36.
18. ↑  Donnelly Carney 2013, pp. 68-69; Hölbl 2001, p. 36.
19. ↑  Donnelly Carney 2013, p. 70; Hölbl 2001, p. 36.
20. ↑  McKechnie, Guillaume 2008, p. 291.
21. ↑  Plutarco, Moralia, 11 a (De liberis educandis, 14); Hölbl 2001, p. 36; McKechnie, Guillaume 2008, p. 292.
22. ↑  Teocrito, Encomio di Tolomeo, vv. 131-134; Hölbl 2001, p. 36; McKechnie, Guillaume 2008, p. 291.
23. ↑  Donnelly Carney 2013, p. 72; Goyette 2010, p. 5.
24. ↑  Cicerone, Pro Rabirio Postumo, 23; Hölbl 2001, p. 36; Worthington 2016, p. 202.
25. ↑  Giustino, XVII, 2.9; Hölbl 2001, p. 36.
26. ↑  Pausania, I, 7.1; Hölbl 2001, p. 36; van Oppen de Ruiter 2016, p. 153.
27. ↑  Hölbl 2001, p. 36; Worthington 2016, p. 113.
28. ↑  Pausania, I, 7.1; Saunders 2007, p. 56.
29. ↑  Hölbl 2001, p. 37.
30. ↑  Hölbl 2001, pp. 37-38; McKechnie, Guillaume 2008, pp. 28, 46.
31. ↑  Hölbl 2001, pp. 38-39; McKechnie, Guillaume 2008, p. 99.
32. ↑  Pausania, I, 7.2-3; Hölbl 2001, p. 39; McKechnie, Guillaume 2008, p. 44.
33. ↑  Pausania, I, 7.2; Hölbl 2001, p. 39; McKechnie, Guillaume 2008, p. 300.
34. ↑  Hölbl 2001, p. 39; McKechnie, Guillaume 2008, p. 49.
35. ↑  Ateneo, V, 25; Hölbl 2001, p. 39; Saunders 2007, p. 57.
36. ↑  Diodoro Siculo, I, 37.5; Hölbl 2001, p. 55.
37. ↑  Diodoro Siculo, III, 12; Hölbl 2001, p. 55; Török 2009, p. 384.
38. ↑  Hölbl 2001, p. 56; Török 2009, pp. 384-385.
39. ↑  Hölbl 2001, pp. 40-41; Russell 2016, p. 106.
40. ↑  Russell 2016, pp. 106-107.
41. ↑  Avram 2003, p. 1207.
42. ↑  Pausania, I, 7.3; Hölbl 2001, p. 40; McKechnie, Guillaume 2008, p. 141.
43. ↑  Hölbl 2001, p. 40; Phang, Spence, Kelly, Londey 2016, p. 531.
44. ↑  Livio, Periochae, XIV, 6; Hölbl 2001, p. 54.
45. ↑  Appiano, V, 1; Hölbl 2001, p. 54.
46. ↑  Donnelly Carney 2013, p. 97; von Reden 2007, p. 51; Winiarczyk 2013, p. 62.
47. ↑  Ashton 2008, p. 185; Fishwick 1993, p. 15; Hölbl 2001, p. 169.
48. ↑  McKechnie, Guillaume 2008, pp. 68-71.
49. ↑  McKechnie, Guillaume 2008, pp. 66, 71.
50. ↑  Hölbl 2001, p. 42; McKechnie, Guillaume 2008, p. 72; Phang, Spence, Kelly, Londey 2016, p. 188.
51. ↑  Hölbl 2001, p. 42; Phang, Spence, Kelly, Londey 2016, p. 188.
52. ↑  Hölbl 2001, p. 43; McKechnie, Guillaume 2008, p. 47.
53. ↑  Dąbrowa 2014, p. 86; McKechnie, Guillaume 2008, p. 155.
54. ↑  Tunny 2000, p. 84.
55. ↑  Hölbl 2001, p. 44.
56. ↑  Hölbl 2001, pp. 43-44.
57. ↑  Hölbl 2001, p. 44; McKechnie, Guillaume 2008, p. 47.
58. ↑  Hölbl 2001, p. 44; McKechnie, Guillaume 2008, pp. 48, 382; Pomeroy 2010, p. 123.
59. ↑  Memnone, XIV, 1-2; Avram 2003, p. 1186.
60. ↑  Memnone, XV; Avram 2003, pp. 1204-1208.
61. ↑  Memnone, XVII; Avram 2003, p. 1206.
62. ↑  Avram 2003, pp. 1211-1212.
63. ↑  Avram 2003, pp. 1207-1208; Valeva, Nankov, Graninger 2015, p. 63.
64. ↑  Avram 2003, pp. 1208, 1212.
65. ↑  Hölbl 2001, p. 45.
66. ↑  Plutarco, Arato, XII, 1; XXIV, 4; Hölbl 2001, p. 45.
67. ↑  Ateneo, XII, 74; Giustino, XXVI, 3.2; Hölbl 2001, p. 45.
68. ↑  Giustino, XXVI, 3.3; Hölbl 2001, pp. 45-46.
69. ↑  Giustino, XXVI, 3.6-8; Hölbl 2001, p. 46.
70. ↑  Hölbl 2001, p. 46, Robinson 2011, p. 130.
71. ↑  Hölbl 2001, p. 46; van Oppen de Ruiter 2016, p. 6.
72. ↑  Strabone, XVII, 1.8; Hölbl 2001, p. 169.
73. ↑  McKechnie, Guillaume 2008, pp. 28-29.
74. ↑  Honigman 2014, p. 354.
75. ↑  McKechnie, Guillaume 2008, p. 30.
76. ↑  Clarysse, Thompson 2006, p. 75; McKechnie, Guillaume 2008, p. 30.
77. ↑  Honigman 2014, p. 354; Manning 2003, p. 92; McKechnie, Guillaume 2008, p. 31.
78. ↑  Davesne 2000, p. 12.
79. ↑  Manning 2003, p. 44; Mueller 2006, pp. 48, 152-153.
80. ↑  Manning 2003, pp. 67, 74.
81. ↑  Manning 2003, p. 102.
82. ↑  Mays 2010, p. 53.
83. ↑  Buraselis, Stefanou, Thompson 2013, pp. 122-123.
84. ↑  McKenzie 2007, p. 41.
85. ↑  Plinio il Vecchio, XXXVI, 18; McKenzie 2007, pp. 41-42.
86. ↑  Goyette 2010, pp. 1-2.
87. ↑  Gorre 2003, P. 34; Gorre, Honigman 2013, p. 112; Meier Tetlow 2005, p. 213.
88. ↑  Goyette 2010, p. 2.
89. ↑  Goyette 2010, pp. 2-4.
90. ↑  Goyette 2010, p. 3.
91. ↑  Erodoto, II Euterpe, 144; Goyette 2010, p. 5.
92. ↑  Goyette 2010, pp. 6, 8.
93. ↑  McWilliams 2012, p. 88.
94. ↑  Gouëssan 2013, p. 76.
95. ↑  McKechnie, Guillaume 2008, p. 27.
96. ↑  Hölbl 2001, p. 26; MacLeod 2004, pp. 4, 72.
97. ↑  Hunter 2003, p. 28; Sistakou 2016, p. 64.
98. ↑  Teocrito, Encomio di Tolomeo, vv. 112-114; Sistakou 2016, pp. 18-19.
99. ↑  Segal 2010, p. 363.
100. ↑  Lettera di Aristea; Conybeare, Stock 2014, pp. 4-7; Segal 2010, p. 363.
101. ↑  Tunny 2001, pp. 125-126.
102. ↑  (FR) France, a pioneer of underwater archaeology - Medicographia, in Medicographia, 30 luglio 2010. URL consultato il 10 luglio 2017 (archiviato dall'url originale il 2 luglio 2017).
103. ↑  (EN) Alexandria-next-to-Egypt - Cleopatra: Last Queen of Egypt, su erenow.com. URL consultato il 10 luglio 2017.
104. ↑  Teocrito, Eschine e Tionico, v. 61; Cameron 1990, p. 295.
105. ↑  Ateneo, XIII, 70.
106. ↑  Plutarco, Moralia, 753 e (Amatorius, 9).
107. ↑  Plutarco, Moralia, 753 e (Amatorius, 9); Donnelly Carney 2013, p. 127; Golden 2009, p. 18; Lightman 2008, pp. 59-60.
108. ↑  Asclepiade di Samo in Antologia Palatina, V, 210; Ateneo, XIII, 37; McKechnie, Guillaume 2008, p. 358.
109. ↑  Ateneo, XIII, 37; Hazzard 2000, p. 41.
110. ↑  Ateneo, XII, 51; Strabone, XVII, 1.5; McKechnie, Guillaume 2008, p. 154.
111. ↑  Tunny 2001, pp. 119-121.
112. ↑  Celio Aureliano, V, 29-30; Tunny 2001, pp. 121-122.
113. ↑  Tunny 2001, p. 126.
114. ↑  Tunny 2001, pp. 126-127.
115. ↑  Tunny 2001, pp. 128-129.
116. ↑  Leprohon 2013, pp. 178-179.
117. ↑  Hazzard 2000, p. 20.